# Wołoszki (przystanek kolejowy)
Wołoszki (ukr. Волошки, ros. Волошки) – przystanek kolejowy w miejscowości Aleksandria, w rejonie rówieńskim, w obwodzie rówieńskim, na Ukrainie. Położony jest na linii Równe – Baranowicze – Wilno.
Nazwa pochodzi od pobliskiej wsi Wołoszki.
Przystanek istniał przed II wojną światową